# Приладожский
Прила́дожский — посёлок городского типа в Кировском районе Ленинградской области, административный центр Приладожского городского поселения.

## История
Посёлок возник в 1978 году в связи со строительством птицефабрики «Синявинская», крупнейшей (на тот момент) в Европе.
На основании решения исполнительного комитета Кировского городского Совета народных депутатов Ленинградской области от 19.11.1981 года № 408 населённый пункт получил статус рабочего посёлка и наименование Приладожский.
По данным 1990 года посёлок являлся административным центром Приладожского поселкового совета Кировского района в который входили два населённых пункта: деревня Назия и посёлок Приладожский, общей численностью населения 5100 человек.
В 1997 году в посёлке проживали 5600 человек, в 2007 году — 5200, в 2010 году — 5757.

## География
Посёлок расположен в северной части района на автодороге 41К-543 (подъезд к пос. Приладожский), близ автодороги Р21 (E 105) «Кола» (Санкт-Петербург — Петрозаводск — Мурманск).
Расстояние до ближайшей железнодорожной станции Жихарево — 27 км.
Посёлок находится на левом берегу реки Назия.

## Демография
| 1989  | 1990  | 1997  | 2002  | 2006  | 2007  | 2009  |
| ----- | ----- | ----- | ----- | ----- | ----- | ----- |
| 5280  | ↘5100 | ↗5600 | ↘5185 | ↗5200 | →5200 | ↗5261 |
| 2010  | 2012  | 2013  | 2014  | 2015  | 2016  | 2017  |
| ↗5757 | ↗5781 | ↗5851 | ↘5745 | ↗5792 | ↘5742 | ↘5741 |
| 2018  | 2019  | 2020  | 2021  | 2023  | 2024  | 2025  |
| ↘5734 | ↘5659 | ↘5630 | ↗5767 | ↘5705 | ↘5629 | ↘5578 |

## Экономика
Основное предприятие посёлка — АОЗТ «Птицефабрика Синявинская».

## Почётные жители посёлка
- Быков Владимир Филиппович — председатель правления АОЗТ «Птицефабрика Синявинская»
- Купцов Владимир Иванович — гвардии сержант 6-й роты 2-го батальона 104-го парашютно-десантного полка 76-й Гвардейской Псковской дивизии ВДВ, награжденный Орденом Мужества (посмертно).
- Мельников Никита Олегович — депутат Законодательного собрания Ленинградской области, председатель совета директоров АОЗТ «Птицефабрика Синявинская»
- Петрова Евгения Даниловна — член правления АОЗТ «Птицефабрика Синявинская»
- Путронен Людмила Михайловна — учитель географии
- Шаханова Вера Ивановна — бывший председатель Совета ветеранов п. Приладожский[27][28]

## Религия
- Православная церковь Ксении Петербургской

## Известные уроженцы
- Власов Олег — российский футболист

## Улицы
Садовая.

## Садоводства
Надежда, Приладожское.